# Троицкая церковь (Зимницы)
Храм Святой Живоначальной Троицы — утраченный православный храм в селе Зимницы Думиничского района Калужской области.

## История
Построена в 1670 году стольниками царя Алексея Михайловича братьями Кириллом и Романом Аристарховичами Яковлевыми в селе Зимницы при реке Дорогошань. Была главною церковью Дорогошанского монастыря, упразднённого в 1764 году.
Церковь была построена из камня и кирпича. В 1869 году выстроена новая колокольня и придел. Имелась библиотека. Были школы: две церковно-приходских и три земских. Приход составлял ещё 11 деревень.
В 1937 г. храм был закрыт. Вскоре о. Николай был арестован. Здание храма было взорвано немцами во время Великой Отечественной войны.
После войны на месте храма стоял крест. В начале 60-х годов на месте храма построили домик, где собирались верующие.
В 1990 году было зарегистрировано районное общество православных христиан села Зимницы в здании бывшей Зимницкой школы.
Школа, переданная общине верующих, была в полуразрушенном состоянии. Приход образован 21 декабря 1993 г. во временном помещении. Усилиями верующих были вставлены двери и окна. В этом здании в 1991 году о. Иоанн Староста отслужил первую службу. Впоследствии настоятелем храма был назначен о. Николай Мурзаков. В настоящее время настоятель прихода — о. Иоанн Староста.

## Настоятели
- До 1925 года настоятелем храма был о. Алексий;
- до 1935 г. — о. Петр;
- до 1937 г. — о. Сергий;
- в 1937 году — о. Николай Монсветов